# Renzo Burini
Renzo Burini (10. říjen 1927 Palmanova, Italské království – 25. říjen 2019 Milán, Itálie) byl italský fotbalový útočník a trenér.

## Fotbalová kariéra

### Klubová
Od roku 1947 hrál za AC Milán, kde působil i jeho bratr Antonio jako funkcionář klubu. První utkání za rossoneri odehrál 4. ledna 1948 proti Bari, kde vstřelil dvě branky. Byl nasazován jako křídlo a posléze byl pro veřejnost považován za jeden z nejsilnějších útočníků v lize. Jediný titul v lize vyhrál v sezoně 1950/51, když doplňoval slavný útok Gre-No-Li. V následující sezoně 1951/52 nastřílel 22 branek a umístil se na 4. místě v tabulce střelců. Poslední sezonu u rossoneri odehrál v sezoně 1952/53. Celkem odehrál 190 utkání a vstřelil 87 branek.
V létě 1953 se odešel do Lazia, kde hrál šest sezon. Tady již nehrál na křídle, ale jako střední útočník. Za šest sezon vstřelil 35 branek a s klubem získal jednu trofej, a to domácí pohár 1958.
V létě 1959, již jako dvaatřicetiletý, odešel do čtvrté ligy. V klubu Cesena působil jako trenér-hráč. V první sezoně pomohl k postupu do třetí ligy. Poslední utkání odehrál v sezoně 1961/62.

### Reprezentační
Byl v nominaci na OH 1948, ale neodehrál žádné utkání. V roce 1951 odehrál první utkání v reprezentaci proti Portugalsku (4:1), kde vstřelil i svou jedinou branku. Poslední utkání odehrál na konci roku 1955.

## Trenérská kariéra
Jako plnohodnotný trenér začal ve třetiligovém klubu Forlì v roce 1962. Poté vedl Pro Patrii a pak se stal asistentem v dalších klubech nižších lig. V roce 1985 zanechal trenéřiny.

## Hráčská statistika
| Sezóna  | Klub   | Liga    | Liga   | Liga | Ligové poháry | Ligové poháry | Ligové poháry | Kontinentální poháry | Kontinentální poháry | Kontinentální poháry | Celkem | Celkem |
| Sezóna  | Klub   | Soutěž  | Zápasy | Góly | Soutěž        | Zápasy        | Góly          | Soutěž               | Zápasy               | Góly                 | Zápasy | Góly   |
| ------- | ------ | ------- | ------ | ---- | ------------- | ------------- | ------------- | -------------------- | -------------------- | -------------------- | ------ | ------ |
| 1947/48 | Milán  | Serie A | 19     | 6    | -             | 0             | 0             | -                    | 0                    | 0                    | 19     | 6      |
| 1948/49 | Milán  | Serie A | 34     | 24   | -             | 0             | 0             | -                    | 0                    | 0                    | 34     | 24     |
| 1949/50 | Milán  | Serie A | 28     | 21   | -             | 0             | 0             | -                    | 0                    | 0                    | 28     | 21     |
| 1950/51 | Milán  | Serie A | 32     | 20   | -             | 0             | 0             | -                    | 0                    | 0                    | 32     | 20     |
| 1951/52 | Milán  | Serie A | 32     | 21   | -             | 0             | 0             | -                    | 0                    | 0                    | 32     | 21     |
| 1952/53 | Milán  | Serie A | 30     | 18   | -             | 0             | 0             | -                    | 0                    | 0                    | 30     | 18     |
| 1953/54 | Lazio  | Serie A | 32     | 6    | -             | 0             | 0             | -                    | 0                    | 0                    | 32     | 6      |
| 1954/55 | Lazio  | Serie A | 31     | 8    | -             | 0             | 0             | -                    | 0                    | 0                    | 31     | 8      |
| 1955/56 | Lazio  | Serie A | 30     | 7    | -             | 0             | 0             | -                    | 0                    | 0                    | 30     | 7      |
| 1956/57 | Lazio  | Serie A | 17     | 5    | -             | 0             | 0             | -                    | 0                    | 0                    | 17     | 5      |
| 1957/58 | Lazio  | Serie A | 20     | 7    | IP            | 6             | 4             | -                    | 0                    | 0                    | 26     | 11     |
| 1958/59 | Lazio  | Serie A | 9      | 2    | IP            | 2             | 0             | -                    | 0                    | 0                    | 11     | 2      |
| 1959/60 | Cesena | Serie D | 28     | 7    | -             | 0             | 0             | -                    | 0                    | 0                    | 28     | 7      |
| 1960/61 | Cesena | Serie C | 24     | 3    | -             | 0             | 0             | -                    | 0                    | 0                    | 24     | 3      |
| 1961/62 | Cesena | Serie C | 14     | 4    | -             | 0             | 0             | -                    | 0                    | 0                    | 14     | 4      |
| Celkem  | Celkem | Celkem  | 395    | 137  | -             | 8             | 4             | -                    | 0                    | 0                    | 403    | 141    |

## Úspěchy

### Klubové
- 1× vítěz italské ligy (1950/51)
- 1x vítěz italského poháru (1958)

### Reprezentační
- 1× na OH (1948)
- 1× na MP (1948–1953)